# Lola-Aston Martin B09/60
La Lola-Aston Martin B09/60, chiamata anche Aston Martin DBR1-2, è una vettura sport-prototipo da competizione categoria LMP1 progettata e realizzata dalla Lola Racing Cars e sviluppata dalla casa automobilistica inglese Aston Martin in base ai regolamenti ACO, per gareggiare nella 24 Ore di Le Mans e nel campionato Le Mans Series.

## Contesto
Dopo i buoni risultati ottenuti nel Campionato Le Mans Series 2008 dalla Lola B08/60 spinta dal motore V12 Aston Martin schierata dal Team Charouz, al quale la casa inglese dava supporto tecnico, l'Aston Martin pensa ad un maggiore coinvolgimento nei prototipi. Nel 2009, anno in cui per l'Aston Martin ricorrono i 50 anni dalla prima storica vittoria alla 24 Ore di Le Mans con la DBR1, il team inglese annuncia un ritorno ai vertici delle gare endurance, con un programma sportivo riguardante un nuovo prototipo LMP1 tramite il quale cercare di vincere nuovamente a Le Mans. A distanza quindi di 20 anni dalla Aston Martin AMR1, la squadra inglese torna con una vettura ufficiale nella massima classe dell'endurance e per far questo si affida alla Lola, costruttrice del telaio B09/60, sul quale viene installato il collaudato motore V12 ripreso dalla Aston Martin DBR9 di classe GT1. La livrea del prototipo porta i colori della compagnia petrolifera Gulf ricordando quella della gloriosa Porsche 917; come da consuetudine sulle più recenti vetture Aston Martin da competizione, i numeri di gara hanno la sequenza 007-008-009, ad indicare che sono le automobili guidate da James Bond come vuole la trama cinematografica.

## Tecnica

### Motore

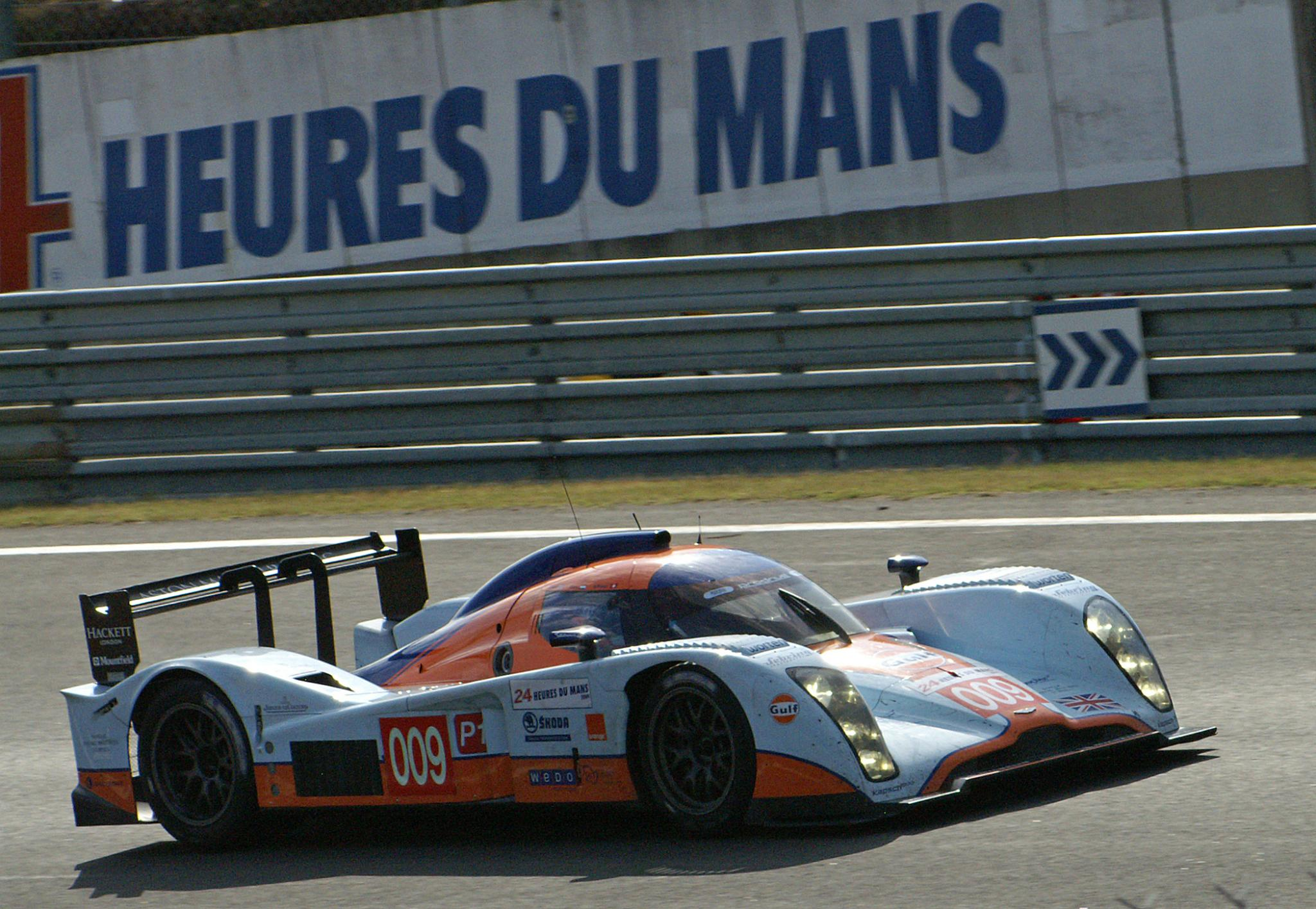
La Lola-Aston Martin B09/60 alla 24 Ore di Le Mans 2009

L'Aston Martin, a differenza della concorrenza, ha deciso (come da opzione offerta dal regolamento) di equipaggiare la vettura con una unità motrice derivata da un propulsore prodotto in serie e già installato su di una vettura da corsa di classe GT1, la DBR9. Nonostante tale scelta abbia lo svantaggio intrinseco di affidarsi a un progetto non nato specificamente per le gare, un siffatto motore gode di buona affidabilità e il regolamento tecnico concede flange sui condotti di aspirazione di diametro maggiore che permettono di ottenere una potenza sensibilmente superiore rispetto ad un motore concepito espressamente per le competizioni. Tali concessioni servono anche a bilanciare il maggior peso e ingombro di tale tipo di motore (che va a discapito dell'aerodinamica) e il suo maggior consumo.
 Nello specifico si tratta di un motore V12 a ciclo Otto con angolo tra le bancate di 60° collocato in posizione centrale posteriore longitudinale, è realizzato interamente in alluminio, la cilindrata è di 5.935 cm³, doppio albero a camme in testa per 4 valvole per cilindro, l'alimentazione è atmosferica, dispone di un sistema di iniezione diretta della benzina fornito dalla Bosch. Questa unità sviluppa una potenza massima di 660 CV a 7.500 giri al minuto, la coppia motrice raggiunge un picco di 770 Nm a 6.000 giri/min, sui condotti di aspirazione vi sono 2 flange da 33,4 mm di diametro, imposte dalla normativa tecnica ACO per limitarne la potenza massima. Nel 2010, il regolamento tecnico ACO ha concesso un aumento a 33,8 mm del diametro delle flange, permettendo di ottenere una potenza lievemente superiore.

### Telaio
Il telaio è una monoscocca in fibra di carbonio, è stato progettato e realizzato dalla Lola ed identificato con la sigla B09/60, l'Aston Martin dopo aver acquistato alcuni di questi telai, ha apportato delle modifiche di componentistica ma soprattutto ha rivisto la conformazione aerodinamica e quindi la linea della carrozzeria, adeguata alle proprie esigenze tecniche ma anche di marketing, come la mascherina stilizzata posta all'anteriore che ricorda la classica calandra delle vetture stradali dell'Aston Martin. Essendo un prototipo con il tetto è dotato per regolamento di impianto di aria condizionata in grado di mantenere la temperatura all'interno dell'abitacolo entro la soglia dei 32 °C.
Le sospensioni sono del tipo a doppi triangoli sovrapposti con ammortizzatori Koni regolabili, lo sterzo è a cremagliera servoassistito elettricamente; l'impianto frenante è dotato di 4 freni a disco forniti dalla Brembo del diametro di 380 mm in materiale carboceramico e le pinze freno sono a 6 pompanti, i cerchioni delle ruote con diametro di 18" sono forniti dalla BBS ed equipaggiati con pneumatici Michelin, la trasmissione è sequenziale a 6 rapporti montata in posizione trasversale dietro al motore e la trazione è posteriore, il serbatoio carburante ha una capacità di 90 litri, il peso totale della vettura è di 900 kg.

## Risultati Sportivi
Due Lola-Aston Martin B09/60 vengono schierate alla gara di esordio, la 1000 km di Catalunya, prova d'apertura del Campionato Le Mans Series 2009, in qualifica ottengono il 2º e il 3º tempo assoluti, la gara viene poi vinta dalla #007 guidata da Jan Charouz, Tomáš Enge e Stefan Mücke, mentre l'altro prototipo si ritira per problemi tecnici. Alla 1000 km di Spa il miglior risultato è un 3º posto, in una gara vinta dalla Peugeot 908 HDi FAP. Alla 24 Ore di Le Mans 2009 vengono schierate 3 vetture ufficiali, la migliore di esse ottiene un convincente 4º posto finale dietro a due Peugeot 908 e ad una Audi R15 TDI.
Nella 1000 km dell'Algarve l'Aston Martin ottiene un 2º e un 5º posto finali. In occasione della 1000 km del Nürburgring viene schierata una terza vettura ufficiale e in gara la squadra vince monopolizzando tutto il podio. Nella prova conclusiva del campionato, la 1000 km di Silverstone, i migliori piazzamenti sono un 2º e 4º posto finali, che consentono all'Aston Martin di conquistare il titolo costruttori ed i suoi piloti Jan Charouz, Tomáš Enge e Stefan Mücke vincono il titolo piloti.
La Lola-Aston Martin B09/60, sotto il comando della squadra ufficiale, prende parte, inoltre, al campionato "Asian Le Mans Series" (composto dalla 1000 km di Okayama, appuntamento diviso in due gare da 500 km). In gara 1 la vettura, durante le ultime battute della corsa, manifesta dei problemi tecnici che la costringono a fermarsi ai box, alla fine giunge al 4º posto. In gara 2, tenutasi il giorno seguente, l'equipaggio composto dai piloti Stefan Mücke e Harold Primat vince, precedendo la Pescarolo di Tinseau e Nakano che, però, vince il campionato "Asian Le Mans Series" essendosi classificata al 1º posto in gara 1.
Nel 2010 l'Aston Martin partecipa con una vettura alla 12 Ore di Sebring, gara che conclude al 3º posto finale, preceduta da due Peugeot 908 HDi.
La squadra ufficiale porta in pista un esemplare anche alla 8 ore di Le Castellet, prima gara del campionato Le Mans Series, conquistando il 2º posto assoluto, dietro all'Audi R15 TDI guidata da Capello e McNish.
Alla 24 Ore di Le Mans la squadra ufficiale schiera due vetture, mentre una terza viene portata in pista dal team privato "Signature Plus". Nelle prove cronometrate le auto inglesi si dimostrano ancora una volta molto veloci, infatti si qualificano davanti a tutte le altre vetture con motore a benzina. In gara delle 3 Lola-Aston Martin partenti solo una vede la bandiera a scacchi: la n° 007 guidata da Stefan Mücke, Harold Primat e Adrián Fernández, che giunge al 5º posto di classe e al 6º assoluto. La n° 009 si ritira per problemi tecnici nelle ultime fasi di gara, mentre occupa il 4º posto; La vettura del "Signature Plus", invece, si ritira per un incidente. La squadra francese concluderà il campionato Le Mans Series al 2º posto in LMP1.
Nel 2011 un esemplare viene schierato dal team Muscle Milk Motorsport nel campionato American Le Mans Series e nelle prime 6 gare conquista quattro vittorie e un secondo posto.
In Europa la B09/60 partecipa solo alla 24 ore di Le Mans: portata in pista dal team "Kronos Racing", ottiene un ottimo 7º posto assoluto.
A causa dei problemi riscontrati sull'Aston Martin AMR-One, il team ufficiale la utilizzerà nuovamente nella 1000 km di Silverstone e nelle ultime 2 prove dell'Alms, ottenendo una vittoria e un terzo posto. Nelle ultime gare dell'ALMS la vettura subisce il ritorno delle macchine del team Dyson Racing e un crollo di affidabilità che le farà perdere il titolo piloti e team a vantaggio di Dyson-Smith e del team Dyson Racing.